# Judith Porto de González
Judith Porto de González (Cartagena, 25 de septiembre de 1922-Cartagena, 16 de diciembre de 2020) fue una escritora y dramaturga colombiana.

## Biografía

### Primeros años y carrera
Porto nació el 25 de septiembre de 1922 en Cartagena de Indias, Colombia en la Calle Baloco. Empezó a escribir en su juventud, apoyada por escritoras como Josefina Tono de Covo, María Guerrero Palacio y Meira Delmar. Entre sus obras literarias más destacadas se encuentran Pilares vacíos, Pasan los años de la tierra, La casa de don Benito, El horno de la fantasía, El hacedor de milagros y Los artistas de mamá. Su ensayo Asaltos y sitios a Cartagena durante la colonia le valió ingresar en la Academia de la Historia de Cartagena de Indias, convirtiéndose en la primera mujer en ocupar la presidencia de dicha organización.
Durante su trayectoria ocupó diversos cargos diplomáticos y relacionados con las artes, como miembro de la Academia Hispanoamericana de Letras, de la Real Academia de la Lengua, de la Academia Nacional de Historia y de las Academias de Historia de Santa Cruz de Mompox, Bogotá y Cartagena, además de desempeñarse como cónsul ad honorem de Portugal. Creó la sociedad «Amor a Cartagena», una fundación sin ánimo de lucro dedicada a la formación cultural. A lo largo de su carrera recibió una gran cantidad de premios y reconocimientos, y la Casa de la Cultura de la ciudad de Cartagena fue nombrada en su honor.

### Fallecimiento
La escritora falleció en la madrugada del 16 de diciembre de 2020 en su hogar de Cartagena a los ciento dos años. Le sobreviven sus hijos Paco, Benjamín, Germán y Evelia.

## Obras notables
- Pilares vacíos
- Pasan los años de la tierra
- La casa de don Benito
- La novia prestada
- Memorias de un médico andariego
- El horno de la fantasía
- El hacedor de milagros
- Los artistas de mamá
- Asaltos y sitios a Cartagena durante la colonia

## Premios y reconocimientos
Recibió, entre otros, los siguientes premios:
- 1982 - Medalla Cívica Francisco de Paula Santander, Ministerio de Educación Nacional
- 1983 - Medalla Pedro Romero, Alcaldía de Cartagena de Indias
- 1985 - Gran Oficial del Orden de la Democracia, Cámara de Representantes
- 1985 - Cruz de Plata de la Orden Nacional al Mérito, Presidencia de la República
- 1986 - Alcaldesa Honoraria, Concejo Distrital de Cartagena
- 1986 - Medalla José Celestino Mutis, Ministerio de Salud
- 1987 - Reconocimiento como Hija Predilecta de Cartagena de Indias, Concejo Distrital de Cartagena
- 1990 - Gran Comendador de la Orden del Congreso de la República
- 1996 - Doctorado honoris causa en Ciencias de la Educación, Universidad Simón Bolívar de Barranquilla
- 1997 - Gran Oficial de la Orden de San Carlos, Cancillería General de la República
- 2006 - Alcaldesa Honoraria Vitalicia de Cartagena de Indias, Alcaldía Distrital de Cartagena
- 2006 - Presidenta Honoraria de la Academia de Historia de Cartagena
- 2007 - Alcaldesa Cívica del Distrito Turístico y Cultural de Cartagenas de Indias, Alcaldía Distrital de Cartagena